# Plains (Georgia)
Plains è una città degli Stati Uniti d'America, nella contea di Sumter, in Georgia. La cittadina è famosa per aver dato i natali al 39º presidente degli Stati Uniti d'America, Jimmy Carter, che altresì vi risiedeva; l'area intorno alla sua abitazione è sottoposta a tutela.